# Anna (Teksas)
Anna – miasto w Stanach Zjednoczonych, w północno–wschodniej części stanu Teksas, w hrabstwie Collin. Jest to jedno z najszybciej rozwijających się miast w Teksasie i w całych Stanach Zjednoczonych. W latach 2020–2024 wzrost wyniósł 87%. Należy do aglomeracji Dallas.
Na miejscu obecnego miasta w 1872 roku stworzono przystanek kolejowy, dziesięć lat później w jego okolicach mieszkało dwadzieścia osób. Rok później powstał tam oddział pocztowy, a prawa miejskie zostały przyznane w 1913 roku.

## Demografia
Według U.S. Census Bureau (stan na 2024 rok,), struktura rasowa Anny przedstawia się następująco:
- Biali (nie-Latynosi): 60,3%
- Latynosi (dowolnej rasy): 19,4%
- Czarni/Afroamerykanie: 16,2%
- Mieszane rasy: 6,2%
- Azjaci: 0,9%
- Rdzenni Amerykanie – 0,7%.